# Kurt Wintgens
Kurt Wintgens (ur. 1 sierpnia 1894 w Prudniku, zm. 25 września 1916 w Villers-Carbonnel) – niemiecki żołnierz i pilot podczas I wojny światowej, jeden z pierwszych asów lotnictwa Cesarstwa Niemieckiego.
Kurt Wintgens urodził się 1 sierpnia 1894 roku w rodzinie wojskowego w Neustadt. W 1913 roku posłano go do wojska, jako kadet został przydzielony do jednostki telegraficznej Telegraphen-Bataillon Nr. 2 we Frankfurcie nad Odrą.

## Kariera wojskowa
Po wybuchu I wojny światowej, wciąż jako kadet, został wysłany na front wschodni, gdzie został mianowany podporucznikiem i został odznaczony Krzyżem Żelaznym.
Na przełomie 1914 i 1915 na podstawie rozkazu został przeniesiony do lotnictwa. Początkowo służył jako obserwator najpierw na froncie zachodnim, a następnie na terenie Polski. W marcu 1915 roku przeszedł szkolenie z pilotażu i został na krótko przydzielony do FFA 67, a następnie do bawarskiej jednostki Feldflieger-Abteilung 6b jako pilot samolotów Fokker E.I.
1 lipca 1915 roku Kurt Wintgens prawdopodobnie odniósł swoje pierwsze zwycięstwo powietrzne (które nie zostało potwierdzone), a które było pierwszym zwycięstwem powietrznym odniesionym przez niemieckiego pilota na jednomiejscowym samolocie myśliwskim. Front zachodni 1916 5 lipca 1915 roku Wintgens został przeniesiony do FFA 48, gdzie 15 lipca odniósł swoje pierwsze oficjalnie potwierdzone podwójne zwycięstwo. 9 sierpnia Wintgens odniósł trzecie i ostatnie w 1915 roku zwycięstwo. Okres jesieni i zimy 1915 roku Kurt Wintgens spędził na leczeniu poważnej grypy i zapalenia płuc. Do jednostki wrócił wczesną wiosną i kolejne zwycięstwo odniósł 20 i 21 maja, uzyskując tytuł asa myśliwskiego. 30 czerwca zestrzelił swój 8 samolot i 1 lipca 1916 roku został odznaczony przez cesarza najwyższym odznaczeniem wojskowym – orderem Pour le Mérite.
Na początku lipca został przydzielony do nowo utworzonej przy FFA 23 specjalnej jednostki KEK Vaux. W jednostce odniósł 5 potwierdzonych zwycięstw. Po utworzeniu pierwszych dwunastu eskadr myśliwskich w sierpniu razem z pilotami z KEK Vaux przeszedł do Jagdstaffel 4, a wkrótce potem do Jagdstaffel 1. W jednostce odniósł kolejnych 6 zwycięstw. Ostatnie dwa na samolocie Fokker E.IV.
25 września 1916 w okolicach Villers-Carbonnel Kurt Wintgens został zestrzelony i zginął w płomieniach. Zwycięstwo zostało przypisane francuskiemu asowi Alfredowi Heurteaux.

## Odznaczenia
- Pour le Mérite – 1 lipca 1916
- Krzyż Żelazny I Klasy
- Krzyż Żelazny II Klasy